# فرناندو ماجالان
فرناندو ماجالان (بالإسبانية: Fernando Magallán)‏ هو لاعب كرة قدم أرجنتيني في مركز الوسط، ولد في 23 أغسطس 1997 في الأرجنتين. لعب مع Defensores Unidos ‏.

## وصلات خارجية
- فرناندو ماجالان على موقع Soccerway.com (الإنجليزية)